# Шампањак де Белер
Шампањак де Белер (фр. Champagnac-de-Belair) насеље је и општина у југозападној Француској у региону Аквитанија, у департману Дордоња која припада префектури Нонрон.
По подацима из 2011. године у општини је живело 686 становника, а густина насељености је износила 37,16 становника/km². Општина се простире на површини од 18,46 km². Налази се на средњој надморској висини од 115 метара (максималној 222 m, а минималној 105 m).

## Демографија
| 1962. | 1968. | 1975. | 1982. | 1990. | 1999. | 2011. |
| ----- | ----- | ----- | ----- | ----- | ----- | ----- |
| 584   | 590   | 557   | 606   | 658   | 685   | 686   |

График промене броја становника у току последњих година